# Xanthosine monophosphate
La xanthosine monophosphate, abrégée en XMP, ou acide xanthylique, est un ribonucléotide formé à partir d'IMP sous l'action de l'IMP déshydrogénase (EC 1.1.1.205) et donnant la GMP sous l'action de la GMP synthase (EC 6.3.5.2).
La XMP peut être utilisée pour doser l'IMP déshydrogénase du métabolisme des purines afin d'assurer un traitement optimal à la thiopurine chez l'enfant atteint de leucémie lymphoïde aiguë.